# یوستا اییکمان (بازیگر)
یوستا اییِکمان (سوئدی: Gösta Ekman؛ زادهٔ ۲۸ ژوئیهٔ ۱۹۳۹-۱ آوریل ۲۰۱۷) بازیگر، کمدین و کارگردان اهل سوئد بود.
وی نوهٔ بازیگر نامدار تئاتر و سینمای سوئد یوستا اییکمان است و هم‌نام با اوست.
از فیلم‌هایی که وی در آن نقش داشته است، می‌توان به رابرت، مردی که نمی‌خواست بزرگ شود، چهره‌به‌چهره، دوران گرگ و قاتل ساده‌لوح اشاره کرد.